# اشیرانت
اشیرانت (نام علمی: Achyranthes) نام یک سرده از تیرهٔ تاج‌خروسیان است. این جنس در ایران یک گونه گیاه علفی-خشبی دارد. علاوه بر ایران در افغانستان و پاکستان و اصولاً در مناطق گرم و مرطوب و شبه گرم و مرطوب نیز می‌روید.